# 三相3線式
三相3線式（さんそうさんせんしき）とは、三相交流電力を3本の電線・ケーブルを用いて供給する配電方式である。

## 低圧三相3線式

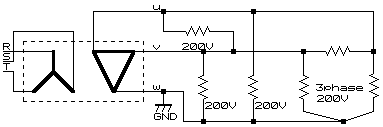
三相3線式配電線

50kVA未満の動力専用引込み線・構内幹線などに用いられる。
三相変圧器二次側から電圧のかからない接地された線W（S）と、他の端子から対地電圧200Vの電圧がかかった電圧線2本U、V（R、T）とを引き出し、U-W（R-S）もしくはV-W（T-S）にて単相200V負荷に、3本接続して三相200V負荷に供給する。この方式は英語ではCorner Grounded Deltaと呼ばれ、かつては三相4線式よりも安価な方法として世界的に広く使用された時代があった。日本では今でも標準的に使用されるこの方式はデメリットが多く、現在では日本以外では旧式としてほとんど採用されていない。
家庭用の製品はほぼ単相機器であり、単相機器は大地へのリターンパスであるニュートラルを必要とする（基準電位を得ること及び余剰な電荷へ大地へ戻す為）。三相4線式にはニュートラルがあるのに対し、三相3線式はもともとニュートラルがなく、接地したW(S)をニュートラルとして使用することになる。1相が接地された三相3線式は、本来、三相負荷を考慮した方式であり単相負荷には適していない。R-Tへ単相負荷を接続すると200Vの電位差は得られるものの、大地へのリターンパスがなく基準電位を得ることができず、余剰な電荷が回路・線路へ留まり、長期的にはトラブルが発生しやすい。技術的な話とは別であるが、電力会社の約款では基本的に単相負荷を三相3線式へ繋ぐことを認めてはいない。また、IHクッキングヒーターや食洗器など単相200V機器メーカーは、単相200V機器を三相3線式へつなぐと感電や火災の原因になるので避けるよう案内している。200V仕様のLEDは三相3式へつなぐことを認めているが、それでも機器のニュートラル側を接地相W（S）へ繋がないとノイズが発生するとしている。
単相100V負荷に供給するためには、別に低圧-低圧変圧器が必要であるので、小容量の電灯・動力共用配電線や構内幹線には、電灯・動力共用三相4線式が用いられる。

## 高圧三相3線式
需要密度の高くない地域の配電線、50kVAを超え2000kVA以下の引込み線、特別高圧受電の場合の構内幹線などに用いられる。
通常は非接地系である。
構内受電設備で高圧から低圧へ変電し、電灯・動力共用三相4線式・低圧三相3線式・単相3線式の構内幹線で負荷に供給する。

## 20kV／30kV級三相3線式
高圧三相3線式との比較
- 電力損失が低減できる。
- 同じ電力の配電のための、電線路の数や太さを減らせる。
- 国際規格に適合するため費用の低減が可能である。

需要家への供給方法
- 変圧器・遮断器・制御機器が一体となった変圧器塔で変電され、高圧三相3線式配電線へ供給される。
- 地中電線路化された需要密度の高い地域の配電線の場合、歩道上に設置された変圧器と特別高圧開閉器と低圧遮断器が一体となった変圧器箱で特別高圧から低圧に直接変電され、需要家に供給される。
- 借室電気室や2000kVAを超える引込み線などの場合、構内受電設備で変電し、高圧三相3線式・低圧三相4線式・低圧単相3線式の構内幹線で副変電設備や負荷に供給する。